# Aegopogon bryophilus
Aegopogon bryophilus là một loài thực vật có hoa trong họ Hòa thảo. Loài này được Döll mô tả khoa học đầu tiên năm 1880.